# تا-ور

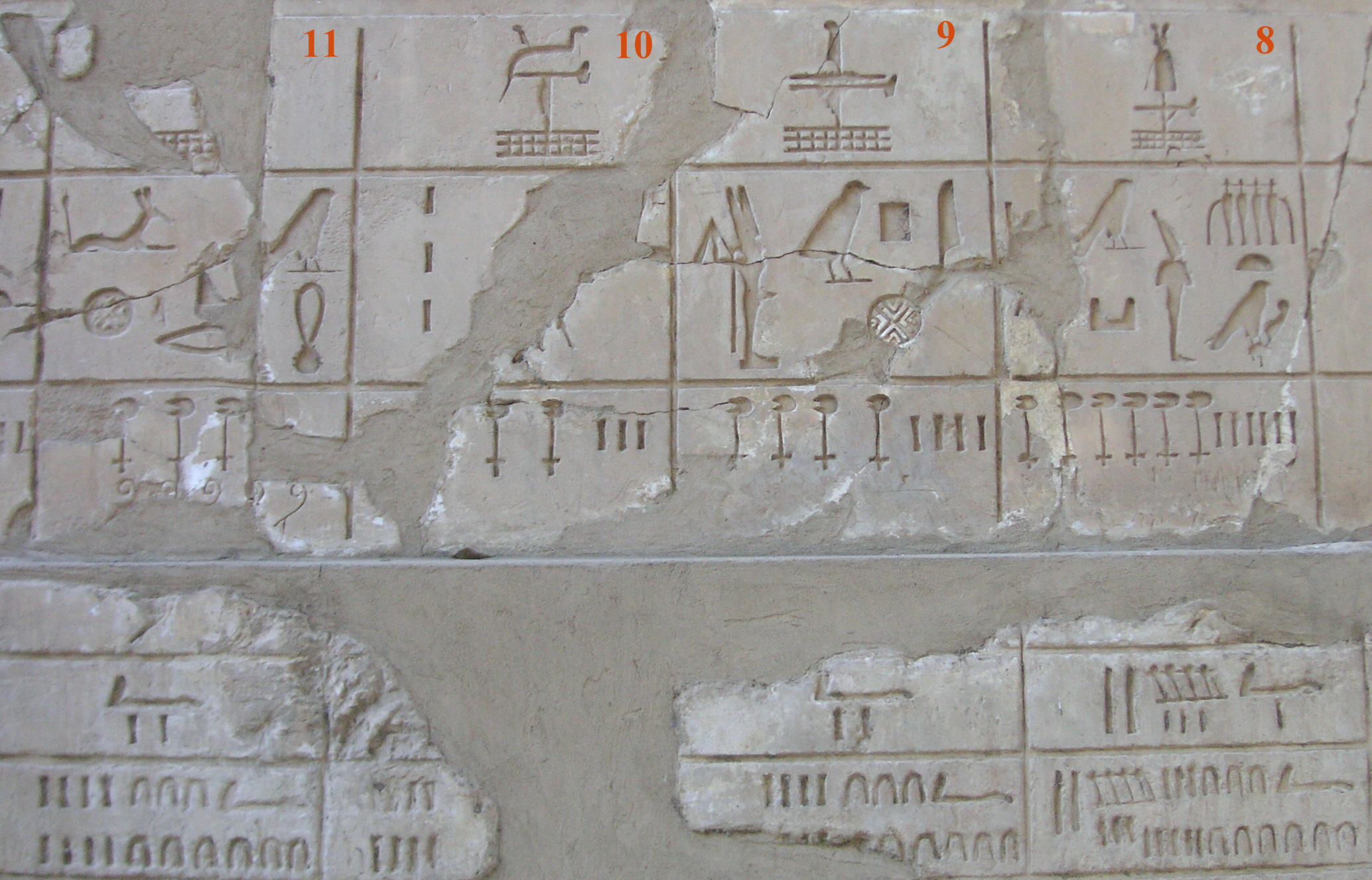
اسم تا ور على كنيسة سنوسرت الأولى (يمين)

تا-ور (الأرض العظيمة) كانت المقاطعة رقم 8 من مقاطعات مصر العليا القديمة. وعاصمتها ثينيس، و كانت أبيدوس من أهم مدنها. حدودها الدقيقة غير معروفة على وجه اليقين، ولكن ربما تكون الحدود الجنوبية بالقرب من أبو تشت. كانت الحدود الشمالية على الأرجح شمال الهجارسة حيث توجد مقابر المملكة القديمة المرتبطة بالمقاطعة الثامنة. 
من أهم الامراء ممن حكموا هذه المقاطعة جيجي وخوباو.